# Félix Paquet
Félix Paquet, est un acteur français né le 23 avril 1906 à Lille et mort le 5 juin 1974 à Saint-Julien-en-Genevois.

## Biographie
Comédien et chanteur, Félix Paquet a été également le secrétaire de Maurice Chevalier, pour lequel il abandonna sa carrière.
Paquet se suicida. Il repose au cimetière des Batignolles (division 24) à Paris.
Son épouse est décédée en 1995.

## Filmographie
- 1931 : Un bouquet de flirts de Charles de Rochefort (court métrage)
- 1931 : Trois cœurs qui s'enflamment de Charles de Rochefort (court métrage)
- 1937 : Cinderella de Pierre Caron : Titin
- 1938 : Je chante de Christian Stengel
- 1949 : Le Roi de Marc-Gilbert Sauvajon : Gabrier
- 1950 : Ma pomme de Marc-Gilbert Sauvajon : Valentin
- 1950 : Le Gang des tractions-arrière de Jean Loubignac
- 1950 : L'Homme de la Jamaïque de Maurice de Canonge
- 1951 : La vie est un jeu de Raymond Leboursier
- 1951 : Clara de Montargis d'Henri Decoin
- 1951 : C'est arrivé à 36 chandelles de Henri Diamant-Berger